# 90-та піхотна дивізія (США)
90-та піхо́тна диві́зія а́рмії США (англ. 90th Infantry Division (United States)) — військове з'єднання механізованих військ армії США. Заснована у серпні 1917 року.